# Файловый дескриптор
Файловый дескриптор — натуральное число (идентификатор), закреплённое за определённым потоком ввода-вывода. При создании нового потока ввода-вывода (который может быть связан как с файлами, так и с каталогами, сокетами и FIFO), ядро возвращает его файловый дескриптор создавшему его процессу. Файловый дескриптор может использоваться для получения доступа к потоку.
По умолчанию Unix-оболочки связывают файловый дескриптор 0 с потоком стандартного ввода (клавиатура), файловый дескриптор 1 — с потоком стандартного вывода (терминал) и файловый дескриптор 2 — со стандартным выводом ошибок (диагностические и отладочные сообщения, информация об ошибках). Это соглашение соблюдается многими Unix-оболочками и многими приложениями, но не является составной частью ядра. Стандарт POSIX.1 заменил «магические числа» 0, 1, 2 символическими константами STDIN_FILENO, STDOUT_FILENO и STDERR_FILENO соответственно.
Файловые дескрипторы могут принимать значения от 0 до OPEN_MAX. Согласно POSIX.1, значение OPEN_MAX равно 19. В реальных ОС это значение может быть больше. На сегодняшний день в Linux OPEN_MAX считается устаревшим.
В операционной системе Windows для получения дескриптора файла используется функция CreateFile. Затем полученный дескриптор используется для работы с этим файлом. Если это драйвер, то дескриптор будет использоваться в функции DeviceIoControl.